# Ipercubo

Rappresentazione tridimensionale di un ipercubo quadridimensionale.

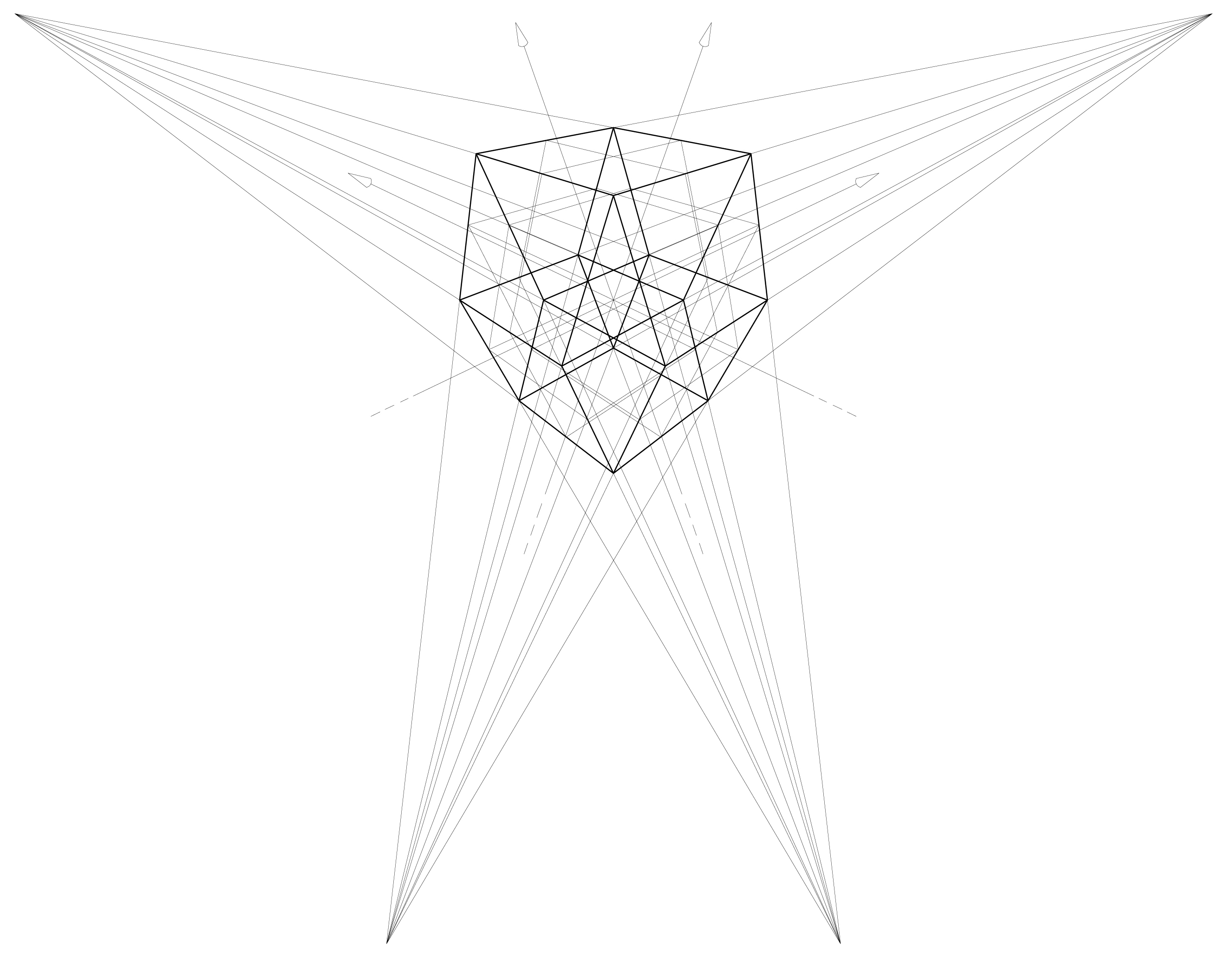
Studio di un ipercubo quadridimensionale costruito in prospettiva.

Proiezioni ortogonali di tutti gli ipercubi dal bidimensionale (quadrato) al decadimensionale (decheratto).

L'ipercubo (o n-cubo) è una forma geometrica regolare immersa in uno spazio di quattro o più dimensioni.
L'ipercubo è un politopo (l'analogo multidimensionale di poligoni e poliedri), che generalizza in dimensione più alta i concetti di punto, segmento, quadrato e cubo, appartenenti rispettivamente alle dimensioni 0, 1, 2 e 3.
Il prefisso "iper", usato per indicare una generalizzazione in dimensioni superiori a 3, è usato anche per altre figure geometriche, come l'ipersfera e l'iperpiano. In alcuni testi il prefisso è sostituito dalla dimensione, e si parla quindi di n-cubo o n-sfera: un quadrato per esempio è un 2-cubo mentre un cubo è un 3-cubo.
In dimensione 4, l'ipercubo è chiamato tesseratto (dal greco τέσσερις ακτίνες, ovvero "quattro raggi", con riferimento ai quattro spigoli che si dipartono da ogni vertice della figura): è costituito da 24 facce bidimensionali quadrate, e da 8 facce 3-dimensionali cubiche.
La diagonale maggiore di un ipercubo {\displaystyle n}-dimensionale unitario è uguale a {\displaystyle {\sqrt {n}}}. Detta invece {\displaystyle l} la lunghezza dello spigolo, la diagonale maggiore di un {\displaystyle n}-cubo avrà lunghezza d pari a {\displaystyle d=l{\sqrt {n}}}.

## Definizione
L'ipercubo di dimensione n è il politopo {\displaystyle C} contenuto nello spazio euclideo n-dimensionale {\displaystyle \mathbb {R} ^{n}}, definito da
{\displaystyle C=\{(x_{1},\ldots ,x_{n})\ |\ |x_{i}|\leqslant 1\ \forall i=1,\ldots ,n\}.}
Si tratta quindi dell'insieme formato da tutti i punti aventi coordinate tra -1 e 1. L'origine {\displaystyle (0,\ldots ,0)} appartiene all'ipercubo ed è il suo centro.
Le facce {\displaystyle k}-dimensionali dell'ipercubo sono le intersezioni non vuote di {\displaystyle C} con {\displaystyle n-k} iperpiani distinti di equazione del tipo
{\displaystyle x_{i}=\pm 1.}
Per {\displaystyle k=0,1} una faccia {\displaystyle k}-dimensionale è chiamata rispettivamente vertice e spigolo.

## Caratteristiche

### Facce
Una {\displaystyle k}-faccia di un ipercubo {\displaystyle n}-dimensionale {\displaystyle C} è essa stessa un ipercubo, di dimensione {\displaystyle k}.

### Vertici
L'ipercubo n-dimensionale {\displaystyle C} ha {\displaystyle 2^{n}} vertici: questi sono tutti i punti aventi {\displaystyle +1} oppure {\displaystyle -1} in ogni coordinata. Ad esempio, il cubo 3-dimensionale ha 8 vertici, dati da
{\displaystyle (1,1,1),(1,1,-1),(1,-1,1),(1,-1,-1),(-1,1,1),(-1,1,-1),(-1,-1,1),(-1,-1,-1)}
ed il tesseratto ha {\displaystyle 16} vertici.

### Spigoli
L'ipercubo n-dimensionale {\displaystyle C} ha {\displaystyle n2^{n}/2} spigoli. Il tesseratto, ad esempio, ha {\displaystyle 32} spigoli.

### Facce di dimensione genericak
Le facce di dimensione massima {\displaystyle k=n-1} formano {\displaystyle 2n} sotto-ipercubi di dimensione {\displaystyle n-1}, dati dalle intersezioni di {\displaystyle C} con i {\displaystyle 2n} iperpiani di equazione {\displaystyle x_{i}=\pm 1}, al variare di {\displaystyle i=1,\ldots ,n} e del segno {\displaystyle \pm 1}. Ad esempio, il quadrato ha 4 "facce" (gli spigoli), il cubo ha 6 facce (dei quadrati), ed il tesseratto ne ha 8: queste 8 facce sono cubi tridimensionali.
Si può dimostrare che il numero di facce k-dimensionali di un ipercubo n-dimensionale è uguale a {\displaystyle {n-k{\mbox{ numeri}}} \atop {\overbrace {\frac {2n\cdot 2(n-1)\cdot ...\cdot 2(k+1)}{(n-k)!}} }}
Raccogliendo il {\displaystyle 2}, si ottiene: {\displaystyle {\frac {2^{n-k}\cdot n(n-1)\cdot ...\cdot (k+1)}{(n-k)!}}}.
I termini {\displaystyle n(n-1)\cdot ...\cdot (k+1)} si possono riscrivere come:{\displaystyle {\frac {n!}{k!}}}, quindi la formula diventa:
{\displaystyle {\frac {2^{n-k}n!}{k!(n-k)!}}=2^{n-k}{n \choose k}}.
In pratica, sviluppando la potenza del binomio {\displaystyle (2+1)^{n}} secondo lo schema generico {\displaystyle (a+b)^{n}} (ordinato per potenze di "a" decrescenti) si ha, nell'ordine, il numero di facce di dimensione 0,1,2,...,n dell'ipercubo n-dimensionale; ad esempio, per il tesseratto:
{\displaystyle (a+b)^{4}=a^{4}+4a^{3}b+6a^{2}b^{2}+4ab^{3}+b^{4}=>(2+1)^{4}=16+32+24+8+1}
cioè 16 vertici, 32 spigoli, 24 facce, 8 celle, (1 ipercubo 4-dimensionale).
Inoltre, in un ipercubo n-dimensionale la somma del numero dei suoi elementi delle varie dimensioni (vertici, spigoli, facce, celle, ecc) è uguale a {\displaystyle 3^{n}}.

### Gruppo di simmetria
Un ipercubo n-dimensionale ha un gruppo di simmetria di cardinalità {\displaystyle n!2^{n}}. Questo si ricava considerando che fissati i vertici di una (n-1)-faccia tutti gli altri vertici sono obbligati. Allora, indicando con {\displaystyle G_{n}} la cardinalità del gruppo di simmetria dell'n-cubo (e ricordando che l'n-cubo ha 2n "facce" (n-1)-dimensionali) risulta che {\displaystyle G_{n}=(2n)G_{n-1}}
che, assieme con la condizione ovvia {\displaystyle G_{0}=1} fa concludere
{\displaystyle G_{n}=n!2^{n}}.

## Possibilità di astrazione
È noto che un cubo può essere ottenuto traslando perpendicolarmente a se stesso un quadrato al di fuori del piano che lo contiene, esattamente come un quadrato è la traslazione di un segmento lungo una direzione ad esso perpendicolare. Analogamente, un ipercubo quadridimensionale si ottiene traslando perpendicolarmente a se stesso un cubo. Per rendersi conto dell'impossibilità di visualizzazione di un ipercubo quadridimensionale da parte di un essere umano, "nato e cresciuto" in uno spazio tridimensionale, possiamo soffermarci proprio su quest'ultimo esempio, e in particolare sulla condizione, impossibile per noi da concepire, di perpendicolarità rispetto ad un solido tridimensionale. 
Se un ipotetico essere bidimensionale (trascurando ovviamente il fatto che, non essendo dotato di materia, non potrebbe nemmeno esistere) che vivesse per semplicità su un foglio di carta, sul quale vi sia disegnato un quadrato, si sforzasse di immaginare un cubo tridimensionale cercando di visualizzare mentalmente la direzione lungo la quale bisognerebbe traslare tale quadrato per ottenere il cubo, non riuscirebbe mai a concepire una direzione uscente dal foglio e ortogonale al quadrato, in quanto non appartenente al suo universo spaziale. Riuscirebbe invece solamente a concentrarsi sulle infinite direzioni giacenti sul foglio, ma non a quella che genera il cubo. 
Parimenti, per noi è del tutto impossibile immaginare una direzione uscente dal nostro spazio tridimensionale, lungo la quale un cubo debba essere traslato per generare un ipercubo. Se tentassimo di immaginare tale possibile direzione, continueremmo senza alcun successo a cercarla tra le infinite rette che passano per lo spazio, esattamente come l'essere bidimensionale di cui sopra riuscirebbe soltanto ad immaginare le infinite rette che passano lungo il piano su cui vive.
Tuttavia, è interessante notare come, pur non essendo possibile visualizzare e concepire questo genere di solidi, se ne possano comunque studiare le proprietà matematiche e geometriche, esattamente come l'essere bidimensionale dell'esempio precedente, pur non potendo assolutamente concepire un cubo tridimensionale, lo possa studiare come oggetto matematico alla pari di quanto possiamo fare noi con l'ipercubo.

## Principali ipercubi

Segmento (unidimensionale)
Quadrato (bidimensionale)
Cubo (tridimensionale)
Tesseratto (quadridimensionale)
Penteratto (pentadimensionale)
Eseratto (esadimensionale)
Etteratto (ettadimensionale)
Otteratto (ottadimensionale)
Enneratto (ennadimensionale)
Decheratto (decadimensionale)
Endecheratto (endecadimensionale)
Dodecheratto (dodecadimensionale)

## L'ipercubo nella cultura di massa

### Architettura
Il monumentale Arco de La Défense di Parigi, inaugurato nel 1989, è un ipercubo quasi perfetto svuotato al centro (altezza 110 m, larghezza 112, profondità 108 m).

### Scultura
"L'ipercubo" di Attilio Pierelli è una realizzazione artistica situata all'esterno del Dipartimento di Matematica dell'Università degli Studi di Roma Tor Vergata.

### Pittura
Corpus Hypercubus, dipinto di Salvador Dalí, rappresenta Cristo crocifisso sullo sviluppo tridimensionale di un tesseratto.

### Letteratura
- Una casa tesserattica è la protagonista del racconto matematico di Robert Heinlein La casa nuova. In questo racconto umoristico l'architetto e i suoi proprietari si trovano in difficoltà nel muoversi nelle stanze e a spostarsi tra l'interno e l'esterno dell'innovativa abitazione. In particolare la casa è un ipercubo sviluppato nello spazio, perciò consta di quattro stanze cubiche disposte una sull'altra (quattro piani) e quattro stanze disposte come dei balconi intorno alla stanza al primo piano. Il problema è che questa casa è costruita nei pressi della Faglia di Sant'Andrea, e mentre i visitatori sono tutti all'interno un terremoto "richiude" la casa su sé stessa (nella quarta dimensione) facendo sì che nessuno riesca più ad uscire.
- Nel romanzo di Robert J. Sawyer I transumani (titolo originale Factoring Humanity) una professoressa dell'università di Toronto è impegnata nella sfida di decifrare un enigmatico messaggio alieno.
- Charles Howard Hinton ha dedicato la maggior parte della sua opera letteraria all'esplorazione della quarta dimensione.
- In Flatlandia, di Edwin Abbott Abbott, le figure piane non sono in grado di concepire l'esistenza dei solidi in quanto non capaci di intendere una retta ortogonale al piano cui appartengono. Chi crede all'esistenza di una terza dimensione viene preso per folle ed arrestato. Allo stesso modo le sfere non sono in grado di intendere l'esistenza delle ipersfere né i cubi quella degli ipercubi.

### Musica
- Il gruppo musicale djent britannico Tesseract prende il nome proprio dall'ipercubo quadridimensionale.
- È menzionato nella canzone Non finirà de I Cani.[1]
- Into my Hypercube è una canzone del 1989 del gruppo musicale thrash canadese Voivod. Con un testo[2] fortemente evocativo il brano descrive la quarta dimensione, il cui accesso è possibile attraverso un portale-ipercubo.[3]

### Cinema
- Il cubo 2 - Hypercube (2002) si svolge in una prigione costruita con una struttura a ipercubo.
- Evangelion: 1.0 You Are (Not) Alone (2007), il quinto angelo Ramiel muta il proprio corpo in una forma che ricorda lo sviluppo tridimensionale di un ipercubo.
- Flatland (2007) è un film d'animazione del regista Jeffrey Travis, tratto dall'omonimo libro di Edwin Abbott Abbott.
- S. Darko (2009) nel film cadono sulla Terra alcuni meteoriti che vengono chiamati tesseratti.
- In Captain America - Il primo Vendicatore (2011) il nazista Johann Schmidt (Teschio Rosso) chiama Tesseract il Cubo Cosmico, un potentissimo artefatto cubico blu rinvenuto in Norvegia e in grado di fornire energia illimitata, che a detta di Schmidt faceva parte della collezione di Odino.
- Nel film The Avengers (2012), Loki, fratellastro malvagio di Thor, utilizza il Tesseract già visto nel film Captain America - Il primo Vendicatore per aprire un ponte spaziale, potendo così condurre i Chitauri sulla Terra, dichiarandole guerra.
- Nei film Avengers: Infinity War (2018) e Avengers: Endgame (2019), il Tesseract torna di nuovo in scena introducendo la sua vera forma: la gemma dello spazio, una delle sei gemme dell'infinito che servono a potenziare il guanto dell'infinito, utilizzato da Thanos prima e infine da Iron Man.
- Nel film Interstellar (2014) Cooper, protagonista, entra in un buco nero e, raggiunta la singolarità, si trova in realtà all'interno di un artefatto a forma di tesseratto.
- Evangelion: 3.0 You Can (Not) Redo (2012), la bara contenente l'unità Evangelion 01, nello spazio, ricorda lo sviluppo di un ipercubo.

### Fumetti
- Nell'albo n° 63 di Dylan Dog intitolato Maelstrom!, il raduno delle streghe si deve tenere in una casa che si rivela essere un tesseratto.